# Peeple
Peeple é uma aplicação móvel que permite ao utilizador dar análises e pontuações (numa escala de 1 a 5) a outras pessoas, similar a Yelp, que avalia empresas e negócios. A companhia foi fundada em Abril de 2014 por Nicole McCullough e Julia Cordray.
Os planos da companhia para a aplicação foram anunciados em Setembro de 2015, causando uma enorme onda de criticas e preocupações sobre  cyberbullying e assédio. No final de Outubro, o serviço foi redesenhado como "opt-in", para que as pessoas só poderiam ser avaliadas se estivessem registadas no serviço. Os utilizadores também têm a possibilidade de vetar análises se não estavam de acordo ou se não gostassem, sendo que as análises negativas nunca estariam visíveis sem o consentimento do sujeito.
A companhia anunciou que recebeu $50,000 de uma organização governamental, e planeia cobrar aos utilizadores que façam mais de uma busca por dia.
Em Setembro de 2015, a aplicação tinha lançamento previsto para Novembro de 2015. Em Novembro de 2015, o lançamento foi adiado para Dezembro de 2015/Janeiro de 2016 para a versão iPhone e para Android até meados de 2016. Peeple foi lançada a 7 de março de 2016 para o sistemas iOS.